# Casa-muzeu „Alexandru Donici”
Casa-muzeu „Alexandru (Alecu) Donici” este un muzeu de rang național din satul Donici (redenumit după fabulist; în trecut – Bezin). Acesta este casa în care s-a născut poetul fabulist basarabean Alecu Donici. A fost declarat muzeu în 1977. Înaintea înființării (în perioada sovietică), casa familiei Donici era folosită ca școală.
Casa este plasată în mijlocul unui mic parc, iar în preajmă se găsește o bisericuță a Donicilor, ridicată de tatăl poetului, mormintele de familie, precum și izvorul „Stânca”, amenajat de familia lui Dimitrie și a Elenei Donici.

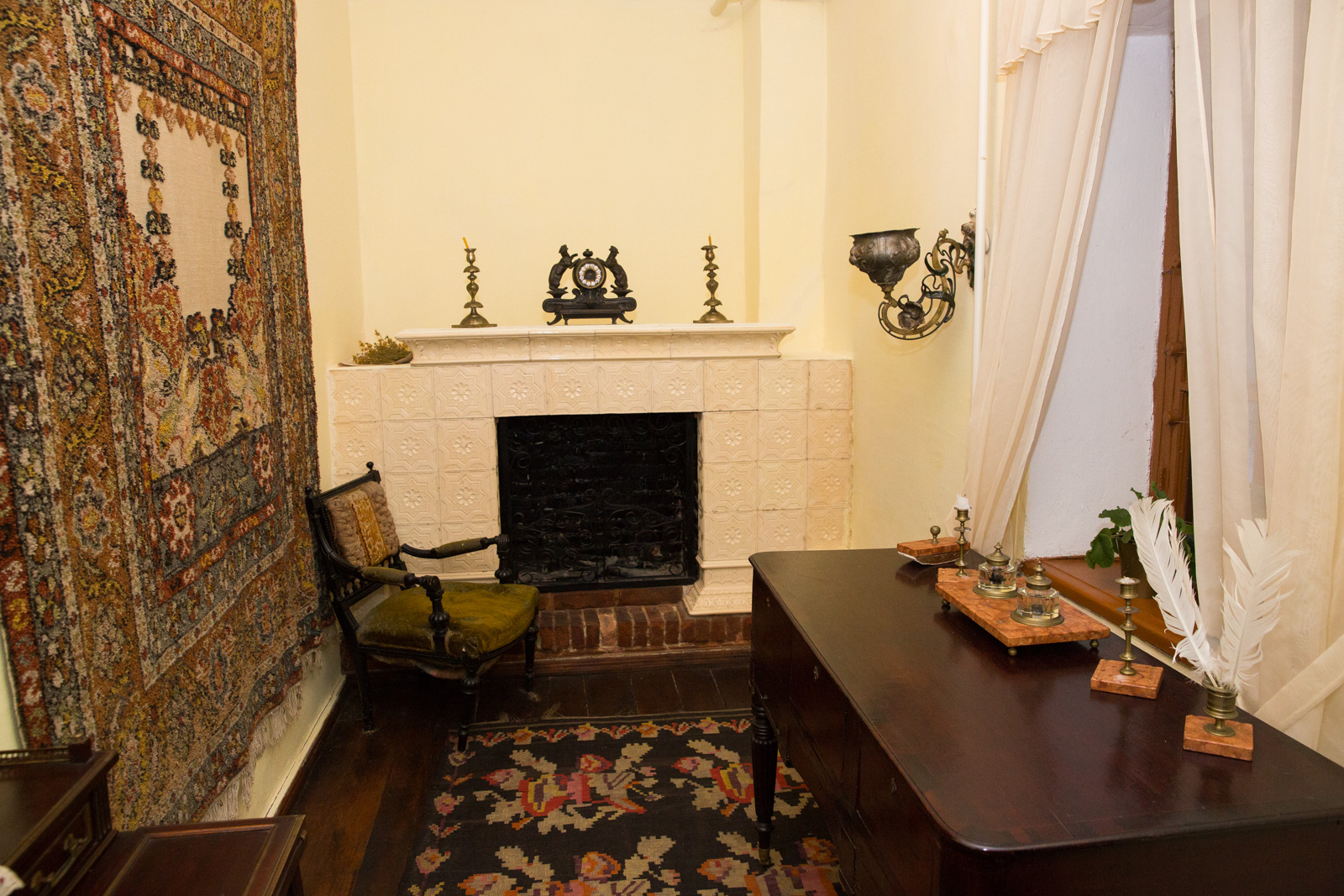

Casa-muzeu este alcătuită din 4 camere. Două din ele, casa-mare și cabinetul de lucru al fabulistului, sunt amenajate cu obiecte caracteristice pentru secolul al XIX-lea, cu covoare moldovenești, dar și cu mobilier în stil egiptean (atunci la modă) și parchet. Altele două sunt săli de expoziție care prezintă viața și activitatea fabulistului. Muzeul conține și o colecție de articole de uz casnic, printre care doar un singur obiect personal al poetului, care s-a păstrat pînă în prezent, o armă din prima jumătate a secolului al XIX-lea. Este adunată o colecție de publicații ale acelor vremuri, precum și documente și imagini care, într-un fel sau altul, au legătură cu viața fabulistului.

## Legături externe
Materiale media legate de Casa-muzeu „Alexandru Donici” la Wikimedia Commons